# イオンモール新利府
イオンモール新利府（イオンモールしんりふ　英: ÆON MALL SHIN-RIFU）は、宮城県宮城郡利府町に所在し、イオンモール株式会社が管理・運営するモール型ショッピングセンターである。宮城県道8号仙台松島線（利府街道）を挟んで隣接する南館と北館の2棟からなり、店舗面積は東北地方のショッピングセンターのなかで最大規模で、イオンモールとしては国内3番目の規模である。
北海道・東北地方最大のイオンモールとして、南館と北館の2棟、約260の専門店、約1,730席のフードコート、約6,800台の駐車場、約900台の駐輪場を有する。イオンモールの東北地方における旗艦店と位置付け、年間1,000万人の集客を見込む。

## 概要

### イオン利府ショッピングセンター

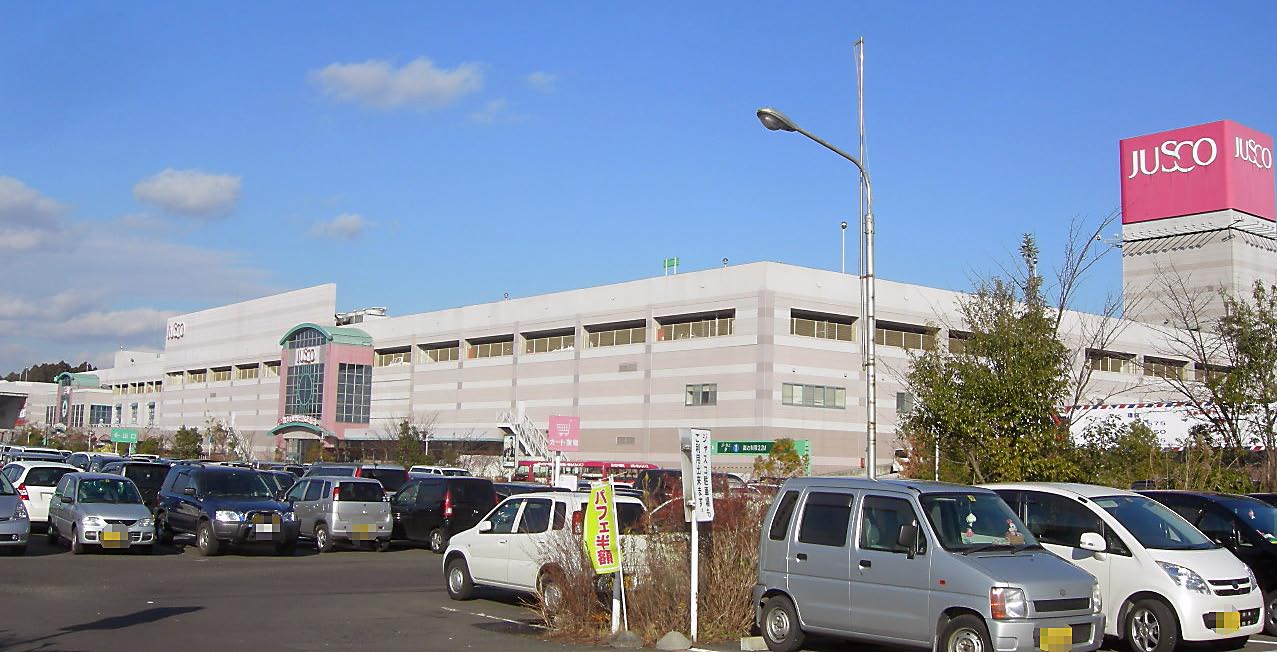
イオン利府ショッピングセンター時代（現在の「イオンモール新利府 北館」）

2000年（平成12年）4月28日、核店舗のジャスコ利府店のほか、スポーツオーソリティ（現：メガスポーツ）や未来屋書店などの入居するモール型ショッピングセンターの東棟と、ホーマック利府店などの入居する西棟等からなる「イオン利府ショッピングセンター」として開業。当施設はジャスコ東北カンパニーの運営する初のモール型ショッピングセンターであり、当時のジャスコとしては東北最大であった。
開業時の店舗面積は全館43,231m2のうち核店舗のジャスコが17,869m2と、核店舗の占める割合が半分以下となっていたほか、売上目標も全館200億円のうち核店舗のジャスコが92億円と、専門店の比重が高い構成となっていた。

### イオンモール利府
核店舗の「ジャスコ利府店」は、2011年（平成23年）3月1日にイオングループの総合スーパーがブランド統一されたことで、「イオン利府店」に改称。施設全体の名称も、イオンの大型ショッピングセンターが名称を「イオンモール」へ統一することに伴い、同年11月21日から「イオンモール利府」に変更された。また、2013年（平成25年）11月からイオンリテール運営の大型ショッピングセンターがイオンモールに移管されたことに伴い、同社の管理・運営に移行している。
後述するイオンモール新利府 南館の建設に伴うテナントの入れ替えやリニューアル工事の施工のため、イオンモール利府としては2021年（令和3年）1月31日で営業を終了した。

### イオンモール新利府
2018年（平成30年）2月5日、イオンモールが利府町の施行する新中道土地区画整理事業地内に「イオンモール利府新棟（仮称）」を出店すると発表し、2019年（令和元年）6月25日に建設着手した。新棟は鉄骨3階建てで、体験型やアミューズメント関連の専門店の出店を計画し、既存棟との差別化を図る商業施設として2020年（令和2年）冬のオープンを予定していたが、新型コロナウイルスの感染拡大に伴い2021年（令和3年）春に開業を延期。最終的に、2021年（令和3年）3月5日に「イオンモール新利府 南館」として開業した。
また、2021年（令和3年）1月31日をもって一時休業した既存棟についても、テナントの入れ替えに加え、外壁工事や防水工事などを実施し、2021年（令和3年）7月2日に「イオンモール新利府 北館」としてリニューアルオープンした。
南館は、都会的な感度のあふれる新しい体験や文化の情報発信拠点となるエンターテインメントモールとして広域商圏をカバーする。一方、北館は、ワンストップでの買い物における快適性や利便性に焦点を当て、来店頻度の高い足元商圏を意識した地域拠点としての役割を担うよう棲み分けされている。
南館と北館は、宮城県道8号仙台松島線（利府街道）を跨ぐ連絡通路により移動が可能で、南館2階と北館1階の出入口の間を結ぶ。全区間に屋根が設けられており、エスカレーターとエレベーターを完備する。
また、イオンモール新利府は南館と北館を併せ、北海道・東北地方のショッピングセンターとして最大の店舗面積を誇る商業施設となった。イオンモールとしては、イオンレイクタウン（埼玉県越谷市）、イオンモール幕張新都心（千葉県千葉市）に次いで全国で3番目の規模をもつ。
なお、現在ウェブサイトは南館と北館で別となっているが、南館のサイトを「イオンモール新利府」として、北館のサイトを閉鎖するという形で統合を行う予定。

## 沿革
- 2000年（平成12年）
  - 4月2日 - 「イオン ふるさとの森づくり」植樹祭を開催。
  - 4月25日 - 4月27日 - イオン利府ショッピングセンターがソフトオープン[2]。
  - 4月28日 - イオン利府ショッピングセンターがグランドオープン[3]。
- 2011年（平成23年）
  - 3月1日 - イオングループの総合スーパーの店名統一により[23]、ジャスコ利府店[6]からイオン利府店へ核店舗の屋号を変更。
  - 3月11日 - 東北地方太平洋沖地震（東日本大震災）で被災し、一時休業。
  - 3月15日 - 店頭販売で営業を再開[24]。
  - 4月24日 - 一部テナントで営業を再開。
  - 9月10日 - 宮城県で初となるイオン銀行のインストアブランチ、イオン利府ショッピングセンター店が開業[25]。
  - 11月21日 - 「イオン利府ショッピングセンター」の名称を「イオンモール利府」へ変更[4]。
- 2013年（平成25年）
  - 11月1日 - 管理・運営をイオンモール株式会社に移管[13]。
- 2019年（令和元年）
  - 6月25日 - イオンモール新利府 南館の工事に着手[15]。
- 2020年（令和2年）
  - 3月1日 - イオン東北株式会社発足に伴い、イオン利府店の食料品売場をイオン東北に移管。
  - 11月15日 - 「イオン ふるさとの森づくり」植樹祭を開催[26]。
- 2021年（令和3年）
  - 1月31日 - イオンモール利府としての営業を終了[8]。
  - 3月2日 - 3月4日 - イオンモール新利府 南館がソフトオープン[15]。
  - 3月5日 - イオンモール新利府 南館がグランドオープン[8][27]。
  - 7月1日 - イオンモール新利府 北館がソフトオープン。
  - 7月2日 - イオンモール新利府 北館がリニューアルオープン[19]。
  - 9月1日 - イオン東北とイオンリテール東北事業本部の統合[28]に伴い、イオンスタイル新利府（南館）の管理・運営と、これまでの食料品以外に、医薬品・衣料品・家具用品・家電製品・生活用品などのイオンスタイル各売場の全商品カテゴリーをイオン東北に移管[29]。
- 2022年（令和4年）
  - 3月16日 - 福島県沖地震で被災し、一時休業。
  - 3月18日 - イオンスタイル新利府（南館）のみ営業を再開。（食料品・医薬品売場のみは3月17日に営業を再開。）
  - 3月25日 - 南館が全館で営業を再開。北館は、ザ・ビッグとウエルシアのみ営業を再開[30]。
  - 4月8日 - 北館1階のみ営業を再開。北館2階は休業継続。
  - 4月22日 - 北館が全館で営業を再開。（ヴィレッジヴァンガードのみは6月4日に営業を再開。）
- 2025年（令和7年）
  - 3月1日 - これまで異なっていた南館と北館のホームページとイオンモールアプリが一つに統合し、これまで別だったゼネラルマネージャーも南館と北館で統一される予定。

## テナント

### 南館

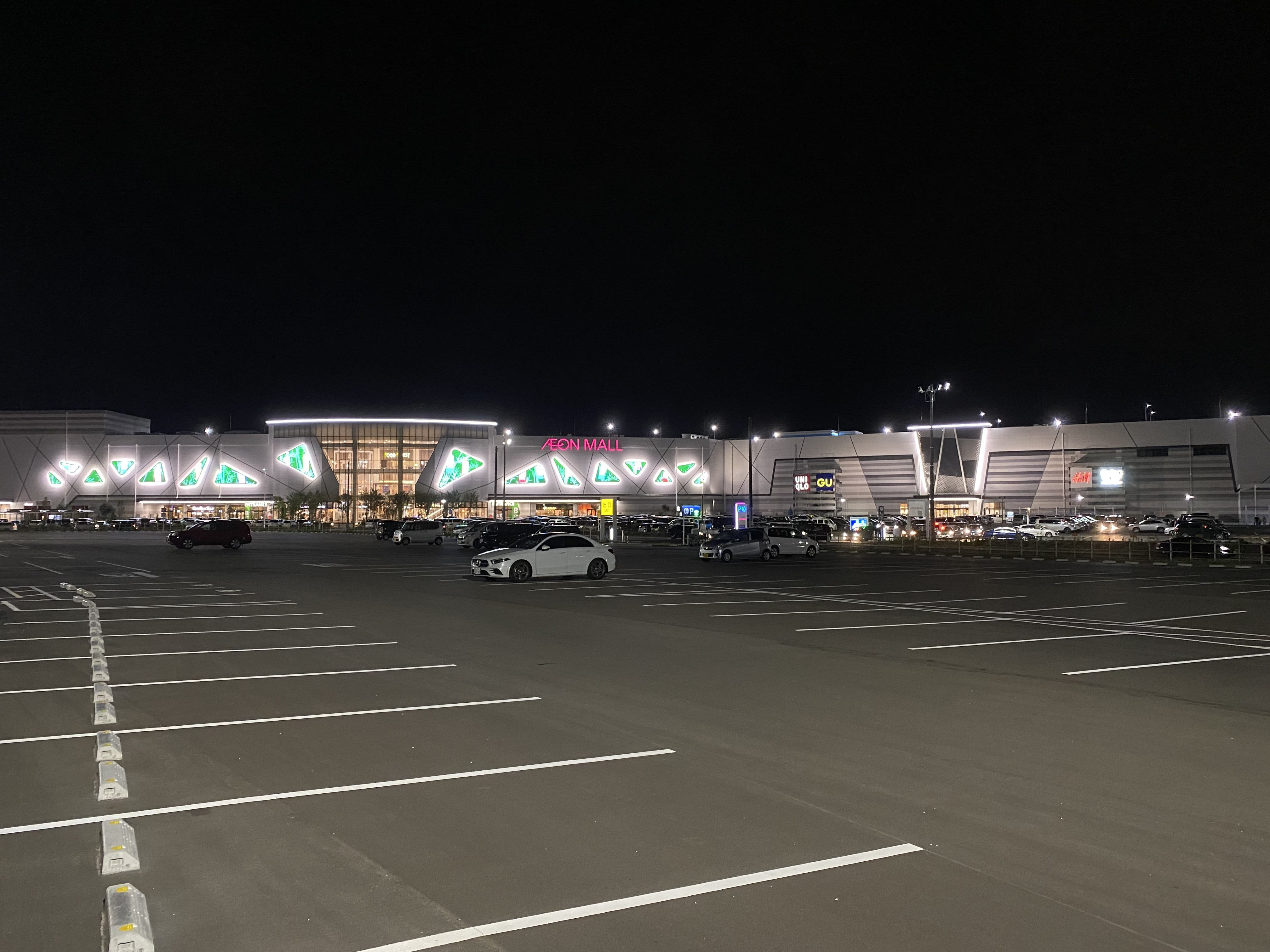
イオンモール新利府 南館

南館の専門店全店の一覧・詳細情報は公式サイト「ショップリスト（南館）」を参照。

#### 核店舗
- イオンスタイル新利府 - 東北地方の旗艦店。イオンスタイルとしては初めてイオンリテールとイオン東北が共同運営する[31][注 1]。
  - グラムビューティーク
  - スポージアム - 売場面積は東北地方最大[31]。
  - イオンスポーツクラブ3FIT - 宮城県初出店[31]。
  - グリーンボックス
  - ホームコーディ
  - キッズリパブリック
  - カンドゥー新利府 - 東北地方初出店[32]。

#### 専門店
- イオンシネマ新利府 - スクリーン数は東北地方最多。11スクリーンを展開する[1][33]。
- VS PARK - 東日本初出店。アクティビティ数は国内最多[34]。
- namco
- H&M
- ユニクロ
- ジーユー
- メガスポーツ
- 3COINS+plus
- 島村楽器
- フライングタイガーコペンハーゲン - 東北地方初出店[35]。
- アニメイト
- 未来屋書店

など、約180店舗が出店している。
| No. | 座席数 | 座席数               | 座席数             | 座席数 | 設備／備考                                     |
| No. | 通常   | アップグレードシート | コンフォートシート | 車椅子 | 設備／備考                                     |
| --- | ------ | -------------------- | ------------------ | ------ | ---------------------------------------------- |
| 1   | 22     |                      |                    | 2      | グランシアター                                 |
| 2   | 60     | 10                   |                    | 2      |                                                |
| 3   | 178    | 20                   |                    | 2      |                                                |
| 4   | 216    | 20                   | 9                  | 2      | - ULTIRA - ドルビーアトモス - 4Kプロジェクター |
| 5   | 44     | 10                   |                    | 2      |                                                |
| 6   | 125    | 18                   |                    | 2      | 3D／ハイフレームレート対応                     |
| 7   | 71     | 8                    |                    | 2      |                                                |
| 8   | 71     | 8                    |                    | 2      |                                                |
| 9   | 38     | 8                    |                    | 2      |                                                |
| 10  | 71     | 8                    |                    | 2      |                                                |
| 11  | 71     | 8                    |                    | 2      |                                                |

### 北館

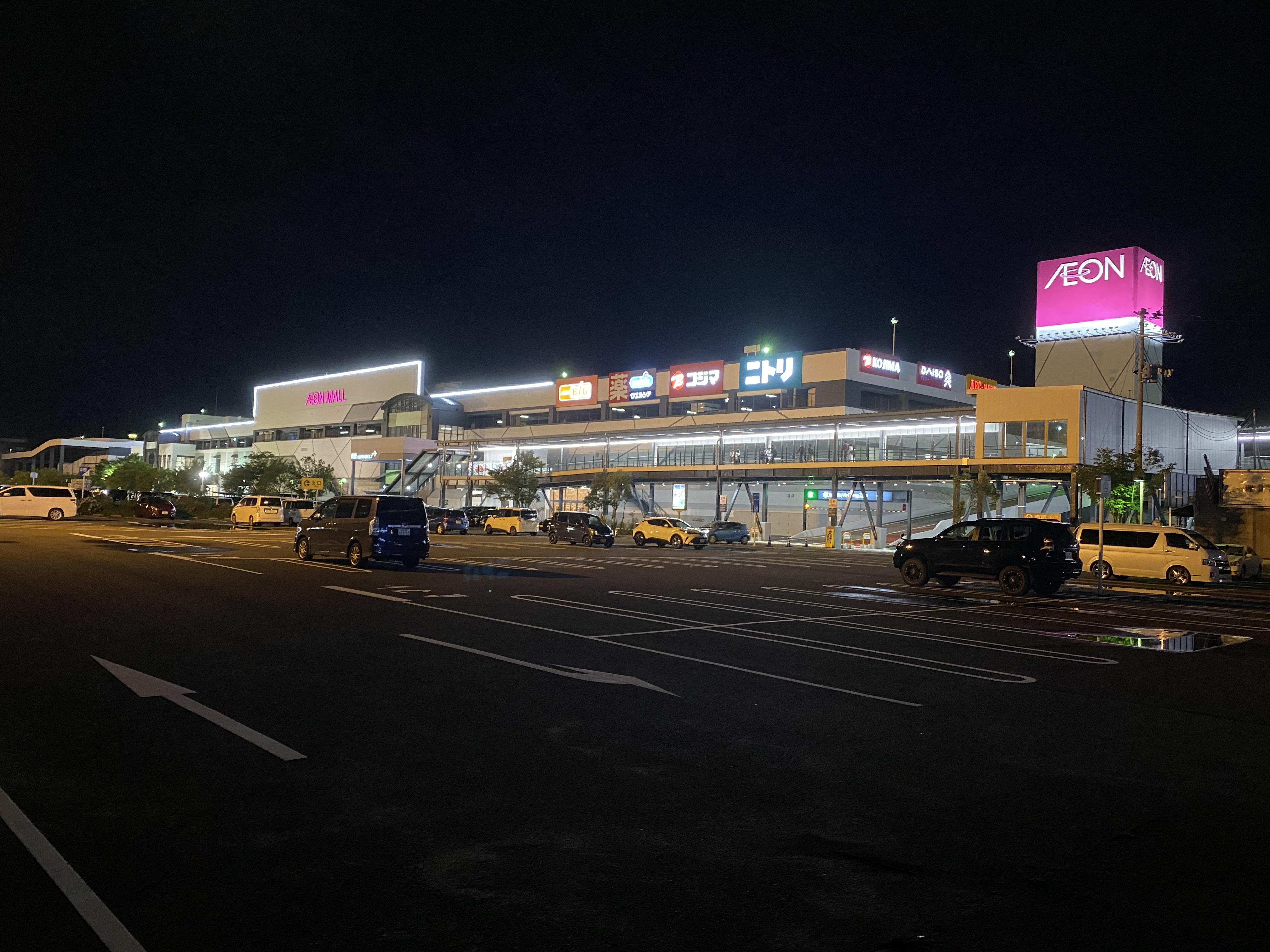
イオンモール新利府 北館

北館の専門店全店の一覧・詳細情報は公式サイト「ショップリスト（北館）」を参照。

#### 核店舗
- ザ・ビッグ新利府店

#### 専門店
- PETEMO
- ウエルシア
- イオンバイク
- フィットイージー - 宮城県初出店。年中無休・24時間営業。
- ASBee
- コジマ×ビックカメラ
- セカンドストリート
- ニトリ
- ダイソー - 店舗面積は宮城県最大[5]。300円均一「THREEPPY（スリーピー）」の商品も取り扱う。
- APINA - クレーンゲーム機設置台数は世界最多。515台のクレーンゲームを備え、2021年6月29日にギネス世界記録に認定された[36]。
- ヴィレッジヴァンガード
- 未来屋書店

など、約80店舗が出店している。

## 営業時間

### 南館
| 名称                           | 営業時間     | 備考                                                   |
| ------------------------------ | ------------ | ------------------------------------------------------ |
| イオンスタイル1F               | 8:00～22:00  | 一部営業時間が異なる売場がある。                       |
| イオンスタイル2F・3F           | 9:00～22:00  | 一部営業時間が異なる売場がある。                       |
| イオンモール専門店             | 10:00～21:00 | 一部店舗によって営業時間が異なる。                     |
| フードフォレスト（約1,200席）  | 10:00～21:00 | 提供時間やラストオーダーは各店舗によって異なる。       |
| ダイニングテラス               | 11:00～21:00 | 提供時間やラストオーダーは各店舗によって異なる。       |
| イオンシネマ                   | 9:00～24:00  | 上映スケジュール・期間により変更になる場合がある。     |
| イオンスポーツクラブ3FIT       | 9:00～22:00  | 天災、保守、メンテナンス等により変更になる場合がある。 |
| 北館への上空ブリッジ・連絡通路 | 10:00～21:00 | 天災、保守、メンテナンス等により変更になる場合がある。 |

※状況によっては営業時間が変更となる可能性がある。
※天災、保守、メンテナンス等により臨時休業する場合がある。
詳細は南館公式サイト「営業時間のご案内（南館）」を参照。

### 北館
| 名称                                               | 営業時間     | 備考                                                   |
| -------------------------------------------------- | ------------ | ------------------------------------------------------ |
| ザ・ビッグ                                         | 8:00～22:00  | 一部営業時間が異なる売場がある。                       |
| イオンモール専門店                                 | 10:00～21:00 | 一部店舗によって営業時間が異なる。                     |
| フードフォレスト（約530席）                        | 10:00～21:00 | 提供時間やラストオーダーは各店舗によって異なる。       |
| レストラン                                         | 11:00～21:00 | 提供時間やラストオーダーは各店舗によって異なる。       |
| コインランドリーHare365 レンタル収納スペース蔵Rent | 24時間営業   | 年中無休。                                             |
| フィットイージー                                   | 24時間営業   | 年中無休。                                             |
| saunaKURO                                          | 6:50～25:00  | 最終受付23:00まで。                                    |
| 南館への上空ブリッジ・連絡通路                     | 10:00～21:00 | 天災、保守、メンテナンス等により変更になる場合がある。 |

※状況によっては営業時間が変更となる可能性がある。
※天災、保守、メンテナンス等により臨時休業する場合がある。
詳細は北館公式サイト「営業時間のご案内（北館）」を参照。

## 駐車場

### 南館
- 平面駐車場 A・B・C・D・E・K・L
- 屋上駐車場　※高さ制限：2.3m

収容台数は約3,800台で出入口は6箇所ある。平面駐車場・屋上駐車場はイオンシネマ新利府での映画上映時間により、上映終了後1時間後まで開放している。
平面駐車場Bゾーン（南館シネマ西入口付近）には電気自動車充電器ステーション（急速充電器：2台、普通充電器：2台）が設置されている。また、身体障害者手帳・精神障害者手帳・療育手帳・戦傷病者手帳を所有している方向けの登録制駐車場も15台分設置されている。
詳細は南館公式サイト「駐車場のご案内（南館）」を参照。

### 北館
- 平面駐車場 東・西
- 立体駐車場 A・B（北館3階）　※高さ制限：2.2m
- 屋上駐車場　※高さ制限：2.2m

収容台数は約3,000台で出入口は4箇所ある。立体駐車場・屋上駐車場は22:00まで開放している。
平面駐車場西側（北館レストラン中央入口付近）と立体駐車場Bゾーンには電気自動車充電器ステーション（急速充電器：1台、普通充電器：12台）が設置されている。
団体利用の大型バス用駐車場（事前予約制）が平面駐車場南側に4台分設置されている。
詳細は北館公式サイト「駐車場のご案内（北館）」を参照。

## アクセス
詳細は各館の公式サイト「アクセス（南館）」・「アクセス（北館）」を参照。

### 公共交通機関

#### 鉄道
- ■JR東日本 東北本線（利府線）
  - 利府駅から徒歩約17分。
  - 新利府駅から徒歩約10分。

#### バス
- 「イオンモール新利府南館」停留所発着便 - 「南館 イオンスタイル西入口」付近にあるのりばから発着する。
  - 岩手県北バス イオンモール新利府南館線 - JR「利府駅」バスのりば発着。
  - 宮城交通 快速 イオンモール新利府線 - 仙台市地下鉄南北線「泉中央駅」5-2番のりば発着。土日祝日に運行。

- 「イオンモール新利府北館前」停留所経由便 - 「北館 レストラン北入口」付近にあるのりばから発着する。
  - ミヤコーバス 利府線 - 一部の便のみ経由。
  - ミヤコーバス 利府青山線 - 一部の便のみ経由。
  - ミヤコーバス 菅谷青葉台線
  - ミヤコーバス 葉山赤沼線 - 「利府駅前」止まりの便は経由しない。

- コミュニティバス - 「利府町役場」または「道珍坊」下車。
  - 利府町民バス「りふっと」西部路線・東部路線

このほか、イオンモール利府時代（2021年1月以前）までは、東北本線岩切駅と塩釜駅、仙石線東塩釜駅と本塩釜駅ほか周辺地域を巡回する無料送迎バスも運行されていた。

### 自動車

#### 高速道路
- E45三陸自動車道
  - 利府塩釜ICより約6分。
  - 利府中ICより約8分。
  - 多賀城ICより約8分。
- E6仙台北部道路
  - 利府しらかし台ICより約10分。
- E6仙台東部道路
  - 仙台港北ICより約15分。

## 周辺施設

### 公共施設
- 利府町役場
- 利府交番
- 利府消防署
- 利府町文化交流センター リフノス

### 商業施設
- イオンモール新利府 別館
  - DCM 利府店
  - 酒のやまや 利府店
  - くら寿司 利府店
- 利府ペアガーデン
  - ケーズデンキ 利府店
  - ドン・キホーテ 利府店
- ライフガーデン利府
  - みやぎ生協 利府店
  - 無印良品 ライフガーデン利府店
- ウジエスーパー 利府店
- ヨークベニマル 利府店
- ヨークベニマル 利府野中店

### イオングループの商業施設
- 酒のやまや 利府店
- ザ・ビッグ 利府青山店
- ウエルシア 利府青山店